# Rambus Dynamic Random Access Memory

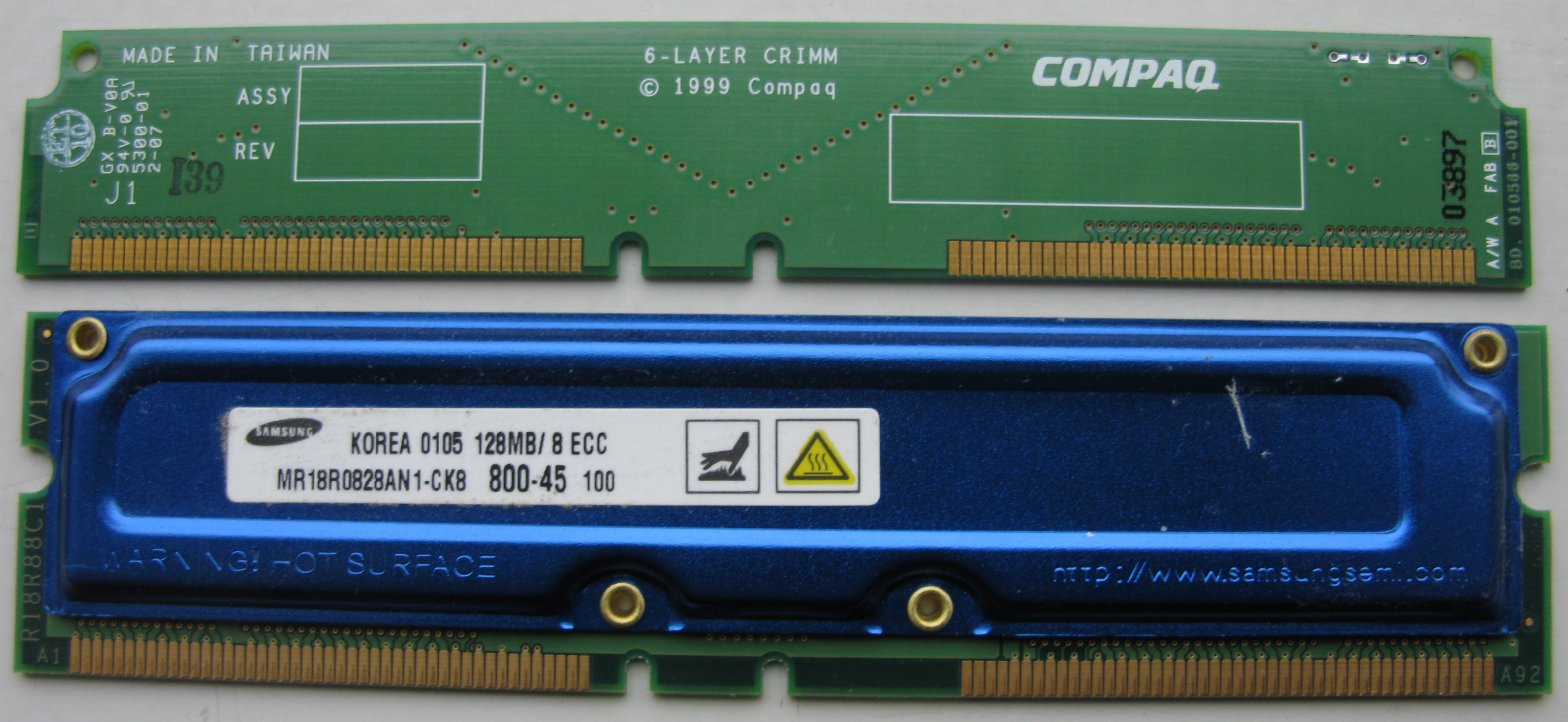
Ein RDRAM (unten) und sein zugehöriges CRIMM

Rambus Dynamic Random Access Memory (RDRAM) ist eine Art synchroner DRAM, der von der US-amerikanischen Firma Rambus Corporation entwickelt wurde.

## Funktionsprinzip
Die Rambus-Lösung besteht aus drei Komponenten: Rambus-Controller, Rambus-Channel und RDRAM.
Die Rambus-Architektur kann mehrere unabhängige Rambus-Channels verwalten. Das Channel Interface von Rambus enthält einen nur 16 oder 18 Bit (mit ECC) breiten Datenbus. Der Adressbus besitzt eine Breite von 8 Bit und hat getrennte Leitungen für die Zeilen- und Spaltenansteuerung. Vorteil: Gleichzeitige unabhängige Zugriffe auf Zeilen und Spalten sind möglich, während noch Daten des vorhergehenden Befehls übertragen werden.
Die Direct RDRAMs (DRDRAM) nutzen wie DDR-SDRAM beide Signalflanken für die Datenübertragung. Im Zuge einer vereinfachten Namensgebung wird heute nur noch die Bezeichnung RDRAM verwendet.
Jedes einzelne RDRAM-IC besitzt die volle Datenbreite des Channels. Gegenüber 64-Bit-Speicherbussen muss aber die Taktung des Channels entsprechend hoch sein, um konkurrenzfähige Bandbreiten zu erreichen.
In einigen Architekturen müssen die RDRAMs paarweise installiert und eventuell nicht benutzte Speichersteckplätze mit einem CRIMM terminiert werden.

## Datentransfer
Der interne Datentransfer eines RDRAMs zur Speichermatrix unterscheidet sich von der Datenbreite und Taktung des Channels erheblich: Intern wird ein 128-Bit-breiter Datenpfad (144 Bit mit ECC) mit einer Taktfrequenz von 100 MHz genutzt. Somit lassen sich alle 10 ns 128 Bit von und zur Speichermatrix transferieren – dies entspricht der Channel-Transferrate von 1,6 GByte/s. Eine interne RDRAM-Logik teilt die Daten in 16-Bit-Pakete auf, bevor sie über die I/O-Pins mit der Channel-Taktfrequenz von 800 MHz auf den Bus übertragen werden. Durch die volle Datenbreite der ICs verteilen sich die Daten bei Zugriffen nicht über alle Bausteine, sondern sind zusammenhängend in einem Chip gespeichert. Nachteil: Die Chips erhitzen sich bei Burst-Zugriffen stark, was zusätzliche Kühlmaßnahmen erfordert. Rambus-Module sind deshalb mit einem zusätzlichen Kühlblech versehen, das für eine ausreichende Wärmeabfuhr sorgen soll. Da die Temperatur der Kühlbleche im normalen Betrieb 60 °C überschreiten kann, befindet sich auf den Modulen ein entsprechender Warnhinweis, üblicherweise in Form des Warnzeichens „Warnung vor heißer Oberfläche“.
Jeder Channel kann bis zu 32 RDRAM-Chips verwalten. Ein Interleaving mit überlappenden Transfern zwischen den Chips und dem Rambus-Controller hebt die Effizienz für einen kontinuierlichen Datenstrom. Hinzu kommt die hohe Bankanzahl der einzelnen RDRAMs. Bis zu 16 Bänke pro IC können parallel Befehle abarbeiten und sorgen für hohe Effizienz bei starkem Datenverkehr auf dem Bus.

## Vorläufer
Vor der Entwicklung von Direct Rambus, mit dem diese Speicherart erst breiter bekannt geworden war, gab es bereits die Vorläufer Base Rambus und Concurrent Rambus, die in speziellen grafiklastigen Anwendungen z. B. in Workstations und Spielekonsolen eingesetzt wurden.

## Probleme im Massenmarkt
Beim Erscheinen des Pentium 4 (Willamette-Kern) favorisierte Intel stoisch RDRAM als Nachfolger von SDRAM. Das zeigte sich vor allem daran, dass die Chipsätze für den Pentium 4 ausschließlich RDRAM-Unterstützung boten. RDRAM hatte zwar eine höhere Burst-Übertragungsrate als SDRAM, aber insbesondere bei Vollbestückung eine größere Latenzzeit und eine deutlich höhere Leistungsaufnahme, produzierte damit einhergehend viel Abwärme, die im Gegensatz zu SDRAM auf die Chips zudem ungleichmäßig verteilt war. Weiterhin war es in der Anfangszeit mehr als doppelt so teuer wie SDRAM. Ein PC-System mit AMD-Athlon-Prozessor und SDRAM hatte eine ähnliche Leistung wie eines mit Pentium-4-Prozessor und RDRAM, kostete jedoch deutlich weniger.
Mit dem Erscheinen von DDR-SDRAM-Systemen für den Athlon ging dieser in Führung. Intel erkannte die Probleme und bot im August 2001 mit dem 845-Chipsatz auch Unterstützung für SDRAM-PC133. In diesem Zusammenhang offenbarte sich die Schwäche des Pentium 4. Dieser lief nun in Systemen mit SDRAM teilweise deutlich langsamer als in Systemen mit RDRAM. Kurze Zeit darauf legte Intel jedoch eine überarbeitete Version des Pentium 4 vor (Northwood-Kern), welcher nun einen deutlich größeren Cache (Second Level Cache) besaß. Dieser Prozessor konnte sich nun problemlos mit dem AMD Athlon XP in einem DDR-SDRAM-System messen, womit sich das Thema RDRAM auch für Intel erledigt hatte.
Erst im Januar 2002 unterstützte Intel DDR-SDRAM und bot damit jenseits von RDRAM eine sinnvolle Unterstützung von Speicher für den Pentium 4.

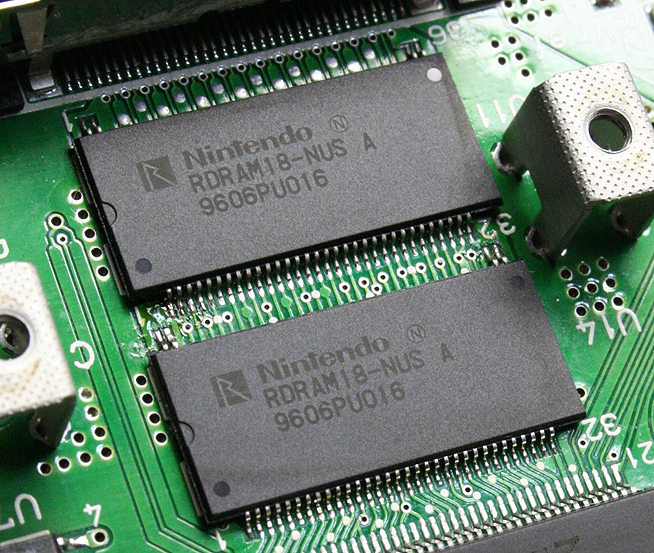
4 MB RDRAM in einem Nintendo 64

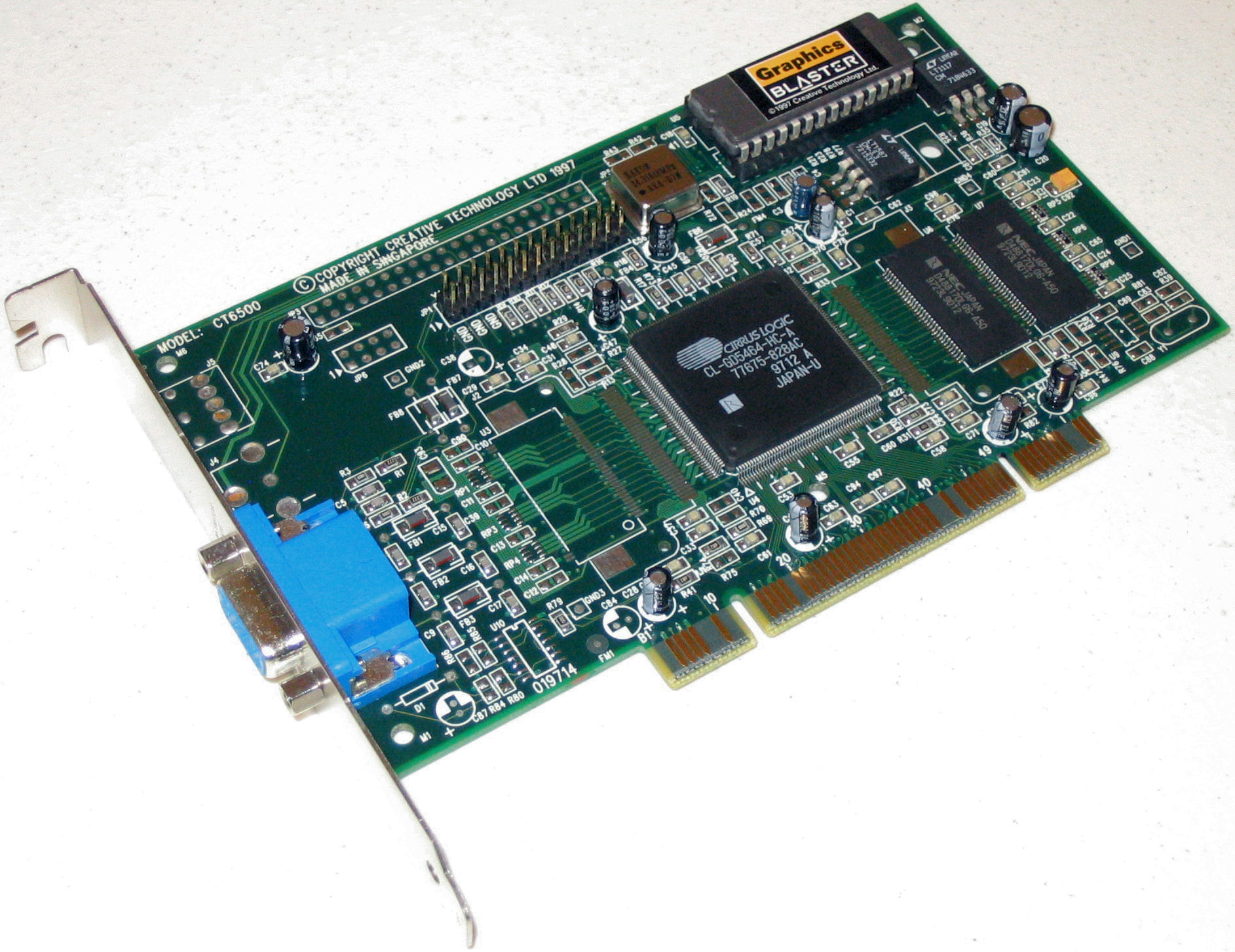
Grafikkarte von Creative mit GD5464 von Cirrus Logic und 4 MB RDRAM

Abseits des PC-Marktes fand RDRAM Verwendung in den Spielkonsolen Nintendo 64 und PlayStation 2 sowie vereinzelt in Grafikkarten (beispielsweise von Cirrus Logic).

## Nachfolger
Als Nachfolger entwickelte Rambus den XDR-Speicher, der in der Playstation 3 und anderen Geräten mit Cell-Prozessor zum Einsatz kommt. Die XDR-Technik bietet einige Vorteile im Vergleich zum GDDR-Standard. So sollen einfachere Platinen ermöglicht werden und auch die Bandbreite soll deutlich größer sein. Während GDDR5 einen 4×-Multiplikator verwendet, besitzt XDR einen 8×-Multiplikator. Der weiterentwickelte XDR2-Standard kommt auf 16×.